# ソラナ・チルステア
ソラナ・ミハエラ・チルステア（Sorana-Mihaela Cîrstea, ルーマニア語発音: [soˈrana ˈkɨrste̯a]; 1990年4月7日 - ）は、ルーマニア・ブカレスト出身の女子プロテニス選手。自己最高ランキングはシングルス21位、ダブルス35位。これまでにWTAツアーでシングルス1勝、ダブルス5勝を挙げている。身長176cm、体重59kg。右利き、バックハンド・ストロークは両手打ち。
姓のCîrsteaはルーマニア語で[ˈkɨrste̯a]（クルステア）と発音される。

## 来歴
チルステアはシュテフィ・グラフに憧れて、4歳からテニスを始めた。2006年に16歳でプロ入り。2007年4月、当時17歳のチルステアはハンガリー・ブダペスト大会で初の女子ツアー決勝戦に進出した。2回戦で第2シードのマルチナ・ミュラー、準々決勝で第5シードのエレニ・ダニリドゥを下した後、第6シードのヒセラ・ドゥルコとの決勝戦に駒を進めた。決勝ではドゥルコに 7-6, 2-6, 2-6 のフルセットで敗れたが、この準優勝で世界ランキングを大幅に上昇させる。同年9月のインドネシア・バリ大会では、2回戦で第8シードのパティ・シュナイダーを下し、第2シードのダニエラ・ハンチュコバとの準決勝まで進出した。
2008年、チルステアはシングルス・ダブルスともに大きな躍進を遂げた。5月にはモロッコ・フェズ大会のダブルスでアナスタシア・パブリュチェンコワと組んで優勝し、ツアー初優勝を果たす。シングルスでも10月のウズベキスタン・タシュケント大会決勝でザビーネ・リシキを 2-6, 6-4, 7-6 のフルセットで下し、初優勝を決めた。シーズン最後の出場となったルクセンブルク大会では、ダブルスでマリーナ・エラコビッチと組んで優勝し、ダブルス2勝目を獲得した。これらの活躍により、彼女の世界ランキングは年頭の106位から、年末には36位まで上昇した。

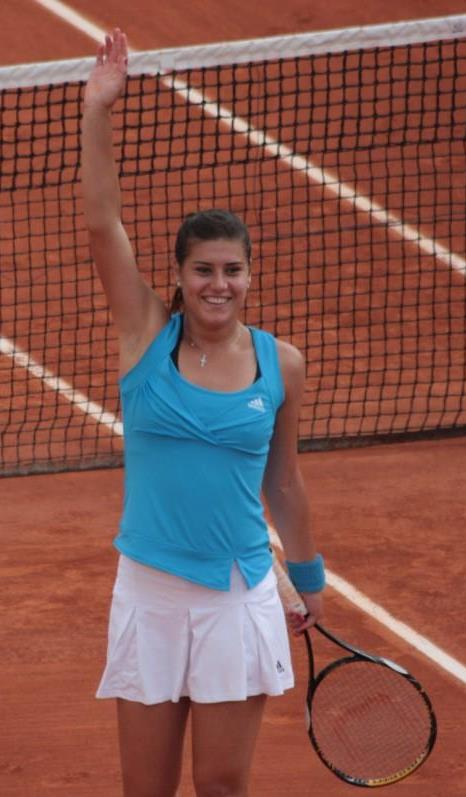
2009年全仏オープンにて

2009年の全仏オープンで、ソラナ・チルステアはノーシードから初のベスト8に勝ち上がった。2回戦でアリーゼ・コルネ、3回戦でキャロライン・ウォズニアッキを破ると、4回戦では第5シードのエレナ・ヤンコビッチを 3-6, 6-0, 9-7 で倒した。初進出の準々決勝では、オーストラリアのサマンサ・ストーサーに 1-6, 3-6 のストレートで完敗した。
2012年全豪オープンの1回戦で2011年全米オープン優勝の地元選手サマンサ・ストーサーを 7-6, 6-3 で破り、全豪では初めての3回戦に進出している。
チルステアはオリンピックルーマニア代表として2008年北京五輪と2012年ロンドン五輪に出場している。
チルステアと同じ1990年生まれの女子プロテニス選手には、デンマークのキャロライン・ウォズニアッキ、チェコのペトラ・クビトバや日本の森田あゆみなどがいる。森田とは仲が良くダブルスを組むこともある。2011年ウィンブルドン選手権では1回戦で第15シードの荘佳容&謝淑薇組を 6-4, 6-4 で破り3回戦まで進出した。

## WTAツアー決勝進出結果

### シングルス: 3回 (1勝3敗)
| 大会グレード          | 大会グレード                 |
| 2008年以前            | 2009年以後                   |
| --------------------- | ---------------------------- |
| グランドスラム (0–0)  |                              |
| WTAファイナルズ (0–0) |                              |
| ティア I (0–0)        | プレミア・マンダトリー (0-0) |
| ティア I (0–0)        | プレミア5 (0-1)              |
| ティア II (0–0)       | プレミア (0–0)               |
| ティア III (0–1)      | インターナショナル (0–1)     |
| ティア IV ＆ V (1–0)  | インターナショナル (0–1)     |

| 結果   | No. | 決勝日        | 大会       | サーフェス | 対戦相手                     | スコア           |
| ------ | --- | ------------- | ---------- | ---------- | ---------------------------- | ---------------- |
| 準優勝 | 1.  | 2007年4月19日 | ブダペスト | クレー     | ヒセラ・ドゥルコ             | 7–6(2), 2–6, 2–6 |
| 優勝   | 1.  | 2008年10月5日 | タシケント | ハード     | ザビーネ・リシキ             | 2–6, 6–4, 7–6(4) |
| 準優勝 | 2.  | 2013年8月11日 | トロント   | ハード     | セリーナ・ウィリアムズ       | 2–6, 0–6         |
| 準優勝 | 3.  | 2019年9月28日 | タシケント | ハード     | アリソン・バン・アイトバンク | 2-6, 6-4, 4-6    |

### ダブルス:10回 (5勝5敗)
| 結果   | No. | 決勝日         | 大会           | サーフェス    | パートナー                       | 対戦相手                                                            | スコア              |
| ------ | --- | -------------- | -------------- | ------------- | -------------------------------- | ------------------------------------------------------------------- | ------------------- |
| 優勝   | 1.  | 2008年5月5日   | フェズ         | クレー        | アナスタシア・パブリュチェンコワ | アリサ・クレイバノワ エカテリーナ・マカロワ                         | 6–2, 6–2            |
| 準優勝 | 1.  | 2008年8月23日  | ニューヘイブン | ハード        | モニカ・ニクレスク               | クベタ・ペシュケ リサ・レイモンド                                   | 6–4, 5–7, [7–10]    |
| 優勝   | 2.  | 2008年10月26日 | ルクセンブルク | ハード (室内) | マリーナ・エラコビッチ           | ベラ・ドゥシェビナ マリヤ・コリツェワ                               | 2–6, 6–3, [10–8]    |
| 準優勝 | 2.  | 2009年4月19日  | バルセロナ     | クレー        | アンドレヤ・クレパーチ           | ヌリア・リャゴステラ・ビベス マリア・ホセ・マルティネス・サンチェス | 6–3, 2–6, [8–10]    |
| 準優勝 | 3.  | 2009年4月30日  | フェズ         | クレー        | マリア・キリレンコ               | アリサ・クレイバノワ エカテリーナ・マカロワ                         | 3–6, 6–2, [8–10]    |
| 優勝   | 3.  | 2010年5月8日   | エストリル     | クレー        | アナベル・メディナ・ガリゲス     | ビタリア・ディアチェンコ オウレリー・ヴェディ                       | 6–1, 7–5            |
| 準優勝 | 4.  | 2010年7月11日  | ブダペスト     | クレー        | アナベル・メディナ・ガリゲス     | ティメア・バシンスキー タチアナ・ガルビン                           | 3–6, 3–6            |
| 優勝   | 4.  | 2011年8月27日  | ダラス         | ハード        | アルベルタ・ブリアンティ         | アリーゼ・コルネ ポーリーン・パルマンティエ                         | 7–5, 6–3            |
| 準優勝 | 5.  | 2014年10月12日 | 天津           | ハード        | アンドレヤ・クレパーチ           | アーラ・クドゥリャフツェワ アナスタシア・ロディオノワ               | 7–6(6), 2–6, [8–10] |
| 優勝   | 5.  | 2019年4月14日  | ルガーノ       | クレー        | アンドレア・ミトゥ               | ベロニカ・クデルメトワ ガリナ・ボスコボワ                           | 1–6, 6–2, [10–8]    |

## 4大大会シングルス成績
略語の説明
| W | F | SF | QF | #R | RR | Q# | LQ | A | Z# | PO | G | S | B | NMS | P | NH |

W=優勝, F=準優勝, SF=ベスト4, QF=ベスト8, #R=#回戦敗退, RR=ラウンドロビン敗退, Q#=予選#回戦敗退, LQ=予選敗退, A=大会不参加, Z#=デビスカップ/BJKカップ地域ゾーン, PO=デビスカップ/BJKカッププレーオフ, G=オリンピック金メダル, S=オリンピック銀メダル, B=オリンピック銅メダル, NMS=マスターズシリーズから降格, P=開催延期, NH=開催なし.
| 大会           | 2007 | 2008 | 2009 | 2010 | 2011 | 2012 | 2013 | 2014 | 2015 | 2016 | 2017 | 2018 | 2019 | 2020 | 通算成績 |
| -------------- | ---- | ---- | ---- | ---- | ---- | ---- | ---- | ---- | ---- | ---- | ---- | ---- | ---- | ---- | -------- |
| 全豪オープン   | A    | 1R   | 1R   | 2R   | 2R   | 3R   | 3R   | 1R   | 1R   | A    | 4R   | 2R   | 1R   | 2R   | 11–12    |
| 全仏オープン   | A    | 2R   | QF   | 1R   | 3R   | 1R   | 3R   | 3R   | LQ   | 1R   | 2R   | 1R   | 2R   |      | 13–11    |
| ウィンブルドン | LQ   | 2R   | 3R   | 1R   | 1R   | 3R   | 2R   | 1R   | LQ   | 1R   | 3R   | 2R   | 1R   |      | 9–11     |
| 全米オープン   | LQ   | 2R   | 3R   | 1R   | 1R   | 2R   | 2R   | 2R   | LQ   | 1R   | 2R   | 2R   | 3R   |      | 10–11    |